# Shakuhachi
Shakuhachi (尺八 (しゃくはち)? API: /ɕakɯhatɕi/) este un flaut japonez cu cinci găuri.

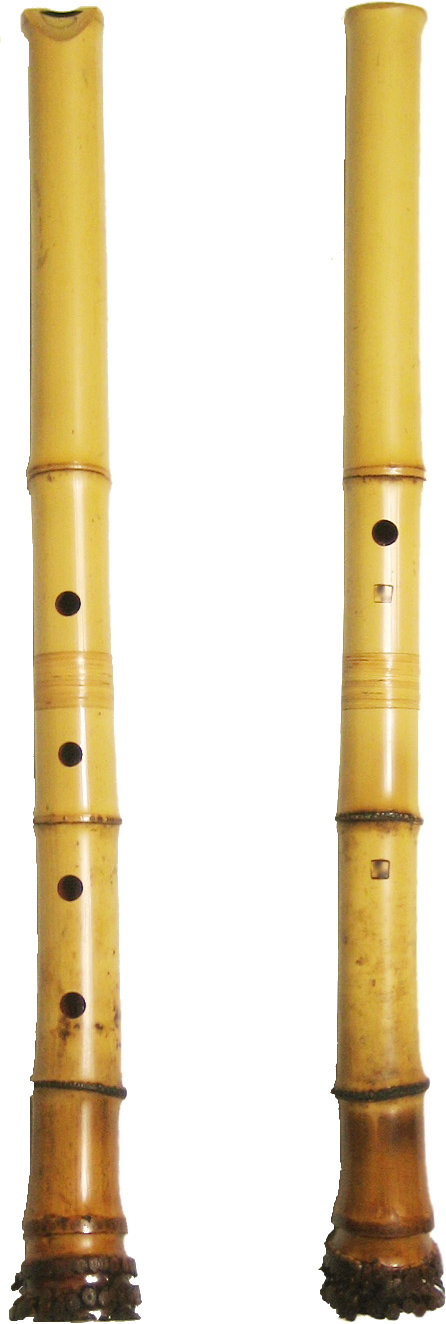
Flaut shakuhachi

În mod tradițional se face din bambus, dar mai nou este făcut și din lemn sau plastic.
Numele instrumentului este compus din două cuvinte: shaku (care este o unitate de măsură, cam 30,3 cm) și hachi (8, aici însemnând 8 sun- sun fiind o zecime de shaku), deci numele poate fi tradus prin „un shaku opt sun” (adică ca. 55 cm).

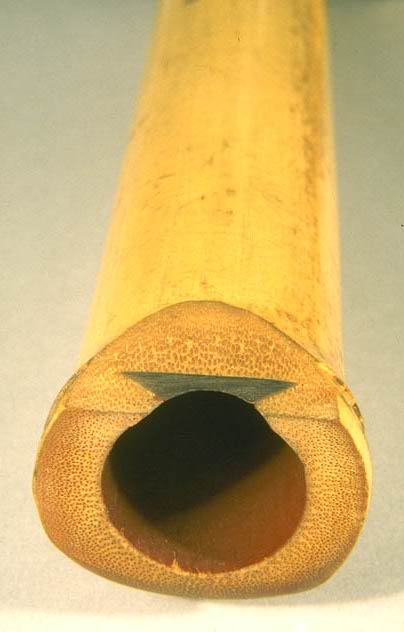
Gura de suflare cu încrustaţie

Se cântă la instrument ca și cum ai încerca să scoți sunete suflând într-o o sticlă goală. Cele 5 găuri sunt acordate într-un acord pentatonic fără semitonuri, dar interpretul poate schimba înălțimea sunetului cu un ton întreg sau mai mult folosind diferite tehnici (numite meri și kari) prin care ajustează unghiul de suflare. Înălțimea sunetului poate fi schimbată și prin acoperirea parțială a găurilor.
Shakuhachi-ul are 2 octave întregi (octava inferioară se numește otsu, iar cea superioară kan) și una parțială (numită dai-kan). 
Shakuhachi-ul standard (există și unele variante mai scurte) produce ca notă fundamentală un Re4 (293,66 Hz) cu toate găurile acoperite și cu unghi de suflare normal. Cele cinci găuri produc următoarele sunete: re, fa, sol, la și re.
Shakuhachi-urile nu pot fi produse în masă, fiecare bucată de bambus fiind unică, astfel că prețul unui instrument poate atinge până la 10.000 de dolari americani.

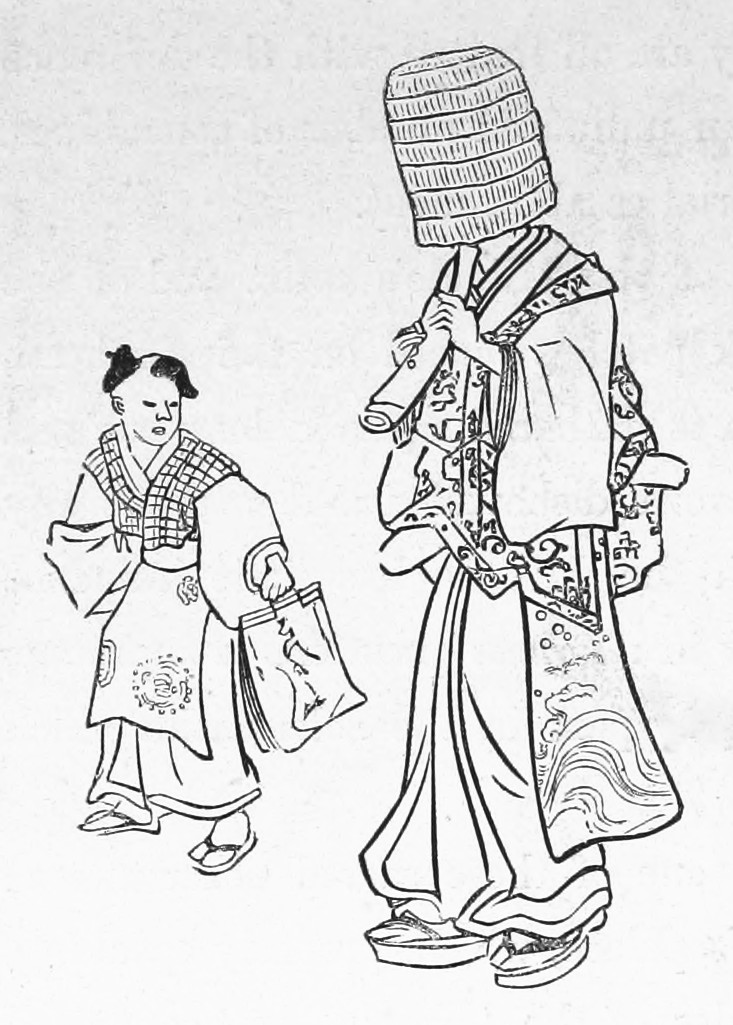
Schiţă a unui călugăr Zen (dreapta) cântând la shakuhachi

## Istoria
Ca multe alte instrumente japoneze, shakuhachi își are originea în China, dar secole de evoluție izolată în Japonia au făcut ca acum shakuhachi să fie un instrument distinct.
În Evul Mediu japonez, instrumentul este legat în primul rând de secta Fuke a budismului Zen. Călugării sectei, numiți komusō ("călugări ai neantului") foloseau shakuhachi-ul ca instrument spiritual. Piesele pe care le cântau se numeau honkyoku, și erau considerate atât muzică cât și meditație. Cu toate că în Japonia acelei perioade dreptul la călătorie (chiar și în interiorul țării) era îngrădit de către șogunat, călugării sectei Fuke aveau drepturi speciale deoarece cerșitul le cerea să meargă din loc în loc și să cânte la shakuhachi. În schimb, se pare, că aveau obligația să activeze ca un fel de spioni pentru șogun. Șogunatul a trimis și spioni adevărați prin țară în haine de călugări Fuke. Coșurile împletite din răchită pe care le purtau călugării (trase peste cap până nu se vede fața deloc) ușurau deghizarea într-o anumită măsură. Ca rezultat, unele piese dificile (de ex. Shika no tone) de cântat erau folosite ca teste pentru a-i deosebi pe adevărații călugări de spionii șogunului: dacă reușeai să le cânți însemna că ești un Fuke adevărat. Dacă nu le puteai cânta bine, însemna că ești spion, și dacă te aflai pe teritoriu inamic puteai să plătești cu viața.
Cu ocazia Restaurației Meiji, șogunatul a fost abolit, la fel ca și secta Fuke, care fusese văzută ca fiind de partea șogunatului. Chiar cântatul la shakuhachi a fost interzis pentru câțiva ani. Când cântatul la shakuhachi a fost permis din nou, a fost doar ca instrument de acompaniament pentru koto, shamisen etc. Doar mai târziu piese honkyoku puteau fi cântate solo.
În trecut doar bărbații cântau la shakuhachi, dar actualmente și femei au început să cânte la acest instrument.
În anii 1980 shakuhachi a fost folosit și de către diferite formații și cântăreți pop/rock din Occident, de ex. Peter Gabriel, Tangerine Dream, Sade, Enigma.

## Genuri de muzică
- honkyoku (tradițional, solo)
- sankyoku (ansamblu, cu koto și shamisen)
- shinkyoku (muzică nouă, pentru shakuhachi și koto, în marea lor majoritate cu influențe de muzică occidentală).